# Coupe du monde de biathlon 2013-2014
Navigation
Édition précédente Édition suivante
La 37e édition de la Coupe du monde de biathlon a lieu du 22 novembre 2013 (première étape disputée à Östersund), au 23 mars 2014 à Oslo Holmenkollen, lieu de l'étape finale. Le circuit comprend neuf destinations exclusivement européennes. Les Jeux olympiques, qui pour la première fois depuis plusieurs olympiades ne rapportent pas de points pour la Coupe du monde, ont lieu à Sotchi en Russie du 7 février au 23 février 2014.
L'édition masculine est remportée par Martin Fourcade. L'édition féminine est initialement remportée par Kaisa Mäkäräinen. Cependant en 2021, soit sept ans plus tard, les classements sont modifiés à la suite de la disqualification pour dopage de la Russe Olga Zaïtseva à partir des Jeux Olympiques en février 2014 jusqu'à la fin de la saison en mars. L'annulation d'une partie des résultats de Zaïtseva conduit en effet en fonction des courses à une éventuelle attribution de points supplémentaires à ses adversaires. L'opération a un impact direct sur le haut du classement et profite notamment à Tora Berger qui récupère suffisamment de points pour passer en tête devant Mäkäräinen et remporter ainsi rétrospectivement le classement général de la Coupe du monde 2013-2014. Compte tenu des circonstances, l'IBU décide de placer Berger et Mäkäräinen à égalité et de les déclarer toutes deux vainqueures du gros globe de cristal,.

## Attribution des points
| Place  | 1  | 2  | 3  | 4  | 5  | 6  | 7  | 8  | 9  | 10 | 11 | 12 | 13 | 14 | 15 | 16 | 17 | 18 | 19 | 20 | 21 | 22 | 23 | 24 | 25 | 26 | 27 | 28 | 29 | 30 | 31 | 32 | 33 | 34 | 35 | 36 | 37 | 38 | 39 | 40 |
| ------ | -- | -- | -- | -- | -- | -- | -- | -- | -- | -- | -- | -- | -- | -- | -- | -- | -- | -- | -- | -- | -- | -- | -- | -- | -- | -- | -- | -- | -- | -- | -- | -- | -- | -- | -- | -- | -- | -- | -- | -- |
| Points | 60 | 54 | 48 | 43 | 40 | 38 | 36 | 34 | 32 | 31 | 30 | 29 | 28 | 27 | 26 | 25 | 24 | 23 | 22 | 21 | 20 | 19 | 18 | 17 | 16 | 15 | 14 | 13 | 12 | 11 | 10 | 9  | 8  | 7  | 6  | 5  | 4  | 3  | 2  | 1  |

## Classements

### Classement général
Le classement général prend en compte seulement les 20 meilleurs résultats de chaque biathlète sur les 22 épreuves, hors Jeux olympiques.
| Rang | Nom                  | Points  | Victoire(s) |
| ---- | -------------------- | ------- | ----------- |
| 1    | Martin Fourcade      | 934     | 5           |
| 2    | Emil Hegle Svendsen  | 642 651 | 4           |
| 3    | Johannes Thingnes Bø | 636 648 | 5           |
| 4    | Dominik Landertinger | 616 625 |             |
| 5    | Simon Eder           | 585 594 | 1           |
| 6    | Ole Einar Bjørndalen | 561 569 |             |
| 7    | Arnd Peiffer         | 556 565 |             |
| 8    | Björn Ferry          | 553 560 | 2           |
| 9    | Anton Shipulin       | 549 554 | 1           |
| 10   | Simon Schempp        | 528 535 | 2           |

| Rang | Nom                | Points     | Victoire(s) |
| ---- | ------------------ | ---------- | ----------- |
| 1*   | Tora Berger        | 857 -> 868 | 1           |
| 1*   | Kaisa Mäkäräinen   | 861 -> 863 | 4           |
| 3    | Darya Domracheva   | 795 797    | 4           |
| 4    | Olga Vilukhina     | 613 622    | 3           |
| 5    | Gabriela Soukalová | 614 618    |             |
| 6    | Anastasiya Kuzmina | 608 614    | 2           |
| 7    | Tiril Eckhoff      | 570 577    |             |
| 8    | Veronika Vitkova   | 554 562    | 1           |
| 9    | Valj Semerenko     | 555 561    |             |
| 10   | Andrea Henkel      | 543 549    | 1           |

(*) Mise à jour en décembre 2024

### Coupe des Nations
| Rang | Nation    | Points |
| ---- | --------- | ------ |
| 1    | Norvège   | 6001   |
| 2    | Allemagne | 5881   |
| 3    | Autriche  | 5809   |
| 4    | France    | 5754   |
| 5    | Suède     | 5500   |
| 6    | Tchéquie  | 4995   |
| 7    | Russie    | 4556   |
| 8    | Slovénie  | 4340   |
| 9    | Italie    | 4257   |
| 10   | Canada    | 4246   |

| Rang | Nation      | Points |
| ---- | ----------- | ------ |
| 1    | Norvège     | 5650   |
| 2    | Allemagne   | 5469   |
| 3    | Ukraine     | 5383   |
| 4    | France      | 4977   |
| 5    | Russie      | 4872   |
| 6    | Biélorussie | 4760   |
| 7    | Tchéquie    | 4716   |
| 8    | Pologne     | 4452   |
| 9    | Italie      | 4448   |
| 10   | Finlande    | 4191   |

Note : à la suite de la disqualification d'Evgeny Ustyugov, la Russie, qui était deuxième de la Coupe des nations masculine, rétrograde au septième rang.
Mise à jour en décembre 2024

### Classement par discipline

#### Individuel
| Rang | Nom                  | Points |
| ---- | -------------------- | ------ |
| 1    | Emil Hegle Svendsen  | 83 85  |
| 2    | Simon Eder           | 79 80  |
| 4 3  | Alexey Volkov        | 75 77  |
| 5 4  | Simon Fourcade       | 65 67  |
| 5    | Christian De Lorenzi | 65 66  |

| Rang | Nom                  | Points |
| ---- | -------------------- | ------ |
| 1    | Gabriela Soukalová   | 120    |
| 2    | Darya Domracheva     | 92 94  |
| 3    | Anastasiya Kuzmina   | 84     |
| 4    | Nadezhda Skardino    | 72 74  |
| 5    | Franziska Hildebrand | 71 72  |

Mise à jour en décembre 2024

#### Sprint
| Rang | Nom                  | Points  |
| ---- | -------------------- | ------- |
| 1    | Martin Fourcade      | 402     |
| 2    | Arnd Peiffer         | 289 291 |
| 3    | Johannes Thingnes Bø | 278 282 |
| 4    | Ole Einar Bjørndalen | 262 264 |
| 5    | Dominik Landertinger | 252 256 |

| Rang | Nom                | Points  |
| ---- | ------------------ | ------- |
| 1    | Kaisa Mäkäräinen   | 367 368 |
| 2    | Tora Berger        | 361 366 |
| 3    | Darya Domracheva   | 254 256 |
| 4    | Olga Vilukhina     | 246 250 |
| 5    | Gabriela Soukalova | 238 241 |

Mise à jour en décembre 2024

#### Poursuite
| Rang | Nom                  | Points  |
| ---- | -------------------- | ------- |
| 1    | Martin Fourcade      | 298     |
| 2    | Björn Ferry          | 241 243 |
| 3    | Simon Eder           | 237 239 |
| 4    | Anton Shipulin       | 236 238 |
| 5    | Johannes Thingnes Bø | 226 228 |

| Rang | Nom              | Points  |
| ---- | ---------------- | ------- |
| 1    | Kaisa Mäkäräinen | 350     |
| 2    | Tora Berger      | 319 322 |
| 3    | Darya Domracheva | 296     |
| 4    | Olga Vilukhina   | 241 243 |
| 5    | Tiril Eckhoff    | 236 237 |

Mise à jour en décembre 2024

#### Départ Groupé
| Rang | Nom                  | Points  |
| ---- | -------------------- | ------- |
| 1    | Martin Fourcade      | 174     |
| 2    | Dominik Landertinger | 109 111 |
| 3    | Emil Hegle Svendsen  | 100 106 |
| 4    | Tim Burke            | 100 104 |
| 5    | Simon Desthieux      | 99 102  |

| Rang | Nom                | Points  |
| ---- | ------------------ | ------- |
| 1    | Darya Domracheva   | 151     |
| 2    | Anastasiya Kuzmina | 139 144 |
| 3    | Kaisa Mäkäräinen   | 130 132 |
| 4    | Tora Berger        | 121 124 |
| 5    | Olga Vilukhina     | 102 106 |

Mise à jour en décembre 2024

#### Relais
| Rang | Nation    | Points |
| ---- | --------- | ------ |
| 1    | Suède     | 204    |
| 2    | Allemagne | 202    |
| 2    | Autriche  | 202    |
| 4    | Norvège   | 180    |
| 5    | France    | 175    |

| Rang | Nation      | Points |
| ---- | ----------- | ------ |
| 1    | Allemagne   | 174    |
| 2    | Ukraine     | 162    |
| 3    | Norvège     | 142    |
| 4    | France      | 131    |
| 5    | Biélorussie | 106    |

| Rang | Nation   | Points |
| ---- | -------- | ------ |
| 1    | Tchéquie | 114    |
| 1    | Norvège  | 114    |
| 3    | Italie   | 91     |
| 4    | Ukraine  | 86     |
| 5    | France   | 80     |

Note : à la suite du déclassement de la Russie (cf. affaire Ustyugov), la Suède devance désormais l'Allemagne pour la première place du classement du relais hommes.
Mise à jour en décembre 2024

### Globes de cristal et titres olympiques
| Disciplines       | Globes de cristal   | Champions Olympiques |
| ----------------- | ------------------- | -------------------- |
| Général           | Martin Fourcade     |                      |
| Coupe des Nations | Norvège             |                      |
| Individuel        | Emil Hegle Svendsen | Martin Fourcade      |
| Sprint            | Martin Fourcade     | Ole Einar Bjørndalen |
| Poursuite         | Martin Fourcade     | Martin Fourcade      |
| Départ Groupé     | Martin Fourcade     | Emil Hegle Svendsen  |
| Relais            | Allemagne/ -> Suède | Allemagne            |

| Disciplines       | Globes de cristal            | Championnes Olympiques |
| ----------------- | ---------------------------- | ---------------------- |
| Général           | Kaisa Mäkäräinen Tora Berger |                        |
| Coupe des Nations | Norvège                      |                        |
| Individuel        | Gabriela Soukalová           | Darya Domracheva       |
| Sprint            | Kaisa Mäkäräinen             | Anastasia Kuzmina      |
| Poursuite         | Kaisa Mäkäräinen             | Darya Domracheva       |
| Départ Groupé     | Darya Domracheva             | Darya Domracheva       |
| Relais            | Allemagne                    | Ukraine                |

| Disciplines | Globe de cristal   | Champion Olympique |
| ----------- | ------------------ | ------------------ |
| Relais      | Tchéquie & Norvège | Norvège            |

Mise à jour en décembre 2024

## Calendrier et podiums

### Femmes

#### Épreuves individuelles
| Étape                                                  | Lieu                    | Épreuve               | Date              | Vainqueur                                                                                       | Deuxième                                                                                        | Troisième                                                                                       | Leader du classement général |
| ------------------------------------------------------ | ----------------------- | --------------------- | ----------------- | ----------------------------------------------------------------------------------------------- | ----------------------------------------------------------------------------------------------- | ----------------------------------------------------------------------------------------------- | ---------------------------- |
| 1                                                      | Östersund               | Individuel 15 km      | 28 novembre 2013  | Gabriela Soukalová                                                                              | Anastasiya Kuzmina                                                                              | Marie-Laure Brunet                                                                              | Gabriela Soukalová           |
| 1                                                      | Östersund               | Sprint 7,5 km         | 29 novembre 2013  | Ann Kristin Flatland                                                                            | Olga Zaïtseva                                                                                   | Tora Berger                                                                                     | Gabriela Soukalová           |
| 1                                                      | Östersund               | Poursuite 10 km       | 1er décembre 2013 | Annulé (épreuve interrompue en raison de mauvaises conditions météorologiques, vent trop fort), | Annulé (épreuve interrompue en raison de mauvaises conditions météorologiques, vent trop fort), | Annulé (épreuve interrompue en raison de mauvaises conditions météorologiques, vent trop fort), | Gabriela Soukalová           |
| 2                                                      | Hochfilzen              | Sprint 7,5 km         | 6 décembre 2013   | Selina Gasparin                                                                                 | Veronika Vítková                                                                                | Irina Starykh                                                                                   | Gabriela Soukalová           |
| 2                                                      | Hochfilzen              | Poursuite 10 km       | 8 décembre 2013   | Synnøve Solemdal                                                                                | Juliya Dzhyma                                                                                   | Krystyna Pałka                                                                                  | Gabriela Soukalová           |
| 3                                                      | Annecy-Le Grand-Bornand | Sprint 7,5 km         | 14 décembre 2013  | Selina Gasparin                                                                                 | Kaisa Mäkäräinen                                                                                | Valj Semerenko                                                                                  | Gabriela Soukalová           |
| 3                                                      | Annecy-Le Grand-Bornand | Poursuite 10 km       | 15 décembre 2013  | Valj Semerenko                                                                                  | Irina Starykh                                                                                   | Tiril Eckhoff                                                                                   | Gabriela Soukalová           |
| 4                                                      | Oberhof                 | Sprint 7,5 km         | 3 janvier 2014    | Darya Domracheva                                                                                | Kaisa Mäkäräinen                                                                                | Olena Pidhrushna                                                                                | Gabriela Soukalová           |
| 4                                                      | Oberhof                 | Poursuite 10 km       | 4 janvier 2014    | Darya Domracheva                                                                                | Kaisa Mäkäräinen                                                                                | Synnøve Solemdal                                                                                | Valj Semerenko               |
| 4                                                      | Oberhof                 | Départ Groupé 12,5 km | 5 janvier 2014    | Tora Berger                                                                                     | Synnøve Solemdal                                                                                | Darya Domracheva                                                                                | Gabriela Soukalová           |
| 5                                                      | Ruhpolding              | Individuel 15 km      | 10 janvier 2014   | Gabriela Soukalová                                                                              | Darya Domracheva                                                                                | Veronika Vitková                                                                                | Gabriela Soukalová           |
| 5                                                      | Ruhpolding              | Poursuite 10 km       | 12 janvier 2014   | Gabriela Soukalová                                                                              | Tora Berger                                                                                     | Kaisa Mäkäräinen                                                                                | Gabriela Soukalová           |
| 6                                                      | Antholz-Anterselva      | Sprint 7,5 km         | 16 janvier 2014   | Anaïs Bescond                                                                                   | Andrea Henkel                                                                                   | Darya Domracheva                                                                                | Gabriela Soukalová           |
| 6                                                      | Antholz-Anterselva      | Poursuite 10 km       | 18 janvier 2014   | Andrea Henkel                                                                                   | Nadezhda Skardino                                                                               | Tora Berger                                                                                     | Tora Berger                  |
| Jeux olympiques d'hiver de 2014 (7 au 23 février 2014) |                         |                       |                   |                                                                                                 |                                                                                                 |                                                                                                 |                              |
| JO                                                     | Sotchi                  | Sprint 7,5 km         | 9 février 2014    | Anastasiya Kuzmina                                                                              | Olga Vilukhina                                                                                  | Vita Semerenko                                                                                  |                              |
| JO                                                     | Sotchi                  | Poursuite 10 km       | 11 février 2014   | Darya Domracheva                                                                                | Tora Berger                                                                                     | Teja Gregorin                                                                                   |                              |
| JO                                                     | Sotchi                  | Individuel 15 km      | 14 février 2014   | Darya Domracheva                                                                                | Selina Gasparin                                                                                 | Nadezhda Skardino                                                                               |                              |
| JO                                                     | Sotchi                  | Départ Groupé 12,5 km | 17 février 2014   | Darya Domracheva                                                                                | Gabriela Soukalová                                                                              | Tiril Eckhoff                                                                                   |                              |
| Fin des Jeux olympiques d'hiver                        |                         |                       |                   |                                                                                                 |                                                                                                 |                                                                                                 |                              |
| 7                                                      | Pokljuka                | Sprint 7,5 km         | 6 mars 2014       | Katharina Innerhofer                                                                            | Daria Virolaynen                                                                                | Nadezhda Skardino                                                                               | Tora Berger                  |
| 7                                                      | Pokljuka                | Poursuite 10 km       | 8 mars 2014       | Kaisa Mäkäräinen                                                                                | Tora Berger                                                                                     | Dorothea Wierer                                                                                 | Tora Berger                  |
| 7                                                      | Pokljuka                | Départ Groupé 12,5 km | 9 mars 2014       | Darya Domracheva                                                                                | Kaisa Mäkäräinen                                                                                | Anastasiya Kuzmina (*)                                                                          | Kaisa Mäkäräinen             |
| 8                                                      | Kontiolahti             | Sprint 7,5 km         | 13 mars 2014      | Kaisa Mäkäräinen                                                                                | Mari Laukkanen (*)                                                                              | Tora Berger (*)                                                                                 | Kaisa Mäkäräinen             |
| 8                                                      | Kontiolahti             | Sprint 7,5 km         | 15 mars 2014      | Kaisa Mäkäräinen                                                                                | Tora Berger                                                                                     | Gabriela Soukalová                                                                              | Kaisa Mäkäräinen             |
| 8                                                      | Kontiolahti             | Poursuite 10 km       | 16 mars 2014      | Kaisa Mäkäräinen                                                                                | Darya Domracheva                                                                                | Teja Gregorin (*)                                                                               | Kaisa Mäkäräinen             |
| 9                                                      | Oslo-Holmenkollen       | Sprint 7,5 km         | 20 mars 2014      | Darya Domracheva                                                                                | Tora Berger                                                                                     | Susan Dunklee                                                                                   | Kaisa Mäkäräinen             |
| 9                                                      | Oslo-Holmenkollen       | Poursuite 10 km       | 22 mars 2014      | Anastasiya Kuzmina                                                                              | Tora Berger                                                                                     | Olga Vilukhina                                                                                  | Kaisa Mäkäräinen             |
| 9                                                      | Oslo-Holmenkollen       | Départ Groupé 12,5 km | 23 mars 2014      | Anastasiya Kuzmina                                                                              | Teja Gregorin                                                                                   | Marie Dorin-Habert                                                                              | Kaisa Mäkäräinen             |

Mise à jour en décembre 2021 (*)

#### Relais
| Étape                                                  | Lieu                    | Épreuve         | Date             | Vainqueur                                                                                      | Deuxième                                                                                   | Troisième                                                                                  | Leader du classement du relais féminin |
| ------------------------------------------------------ | ----------------------- | --------------- | ---------------- | ---------------------------------------------------------------------------------------------- | ------------------------------------------------------------------------------------------ | ------------------------------------------------------------------------------------------ | -------------------------------------- |
| 2                                                      | Hochfilzen              | Relais 4 x 6 km | 7 décembre 2013  | Ukraine- Juliya Dzhyma - Vita Semerenko - Valj Semerenko - Olena Pidhrushna                    | Allemagne- Franziska Preuss - Andrea Henkel - Franziska Hildebrand - Laura Dahlmeier       | France- Marie-Laure Brunet - Sophie Boilley - Anaïs Chevalier - Anaïs Bescond              | Ukraine                                |
| 3                                                      | Annecy-Le Grand-Bornand | Relais 4 x 6 km | 12 décembre 2013 | Allemagne- Franziska Preuss - Andrea Henkel - Franziska Hildebrand - Laura Dahlmeier           | Ukraine- Juliya Dzhyma - Vita Semerenko - Valj Semerenko - Olena Pidhrushna                | Norvège- Tiril Eckhoff - Fanny Welle-Strand Horn - Synnøve Solemdal - Tora Berger          | Ukraine Allemagne                      |
| 5                                                      | Ruhpolding              | Relais 4 x 6 km | 8 janvier 2014   | Allemagne- Franziska Preuss - Evi Sachenbacher-Stehle - Laura Dahlmeier - Franziska Hildebrand | Norvège- Tiril Eckhoff - Ann Kristin Flatland - Synnøve Solemdal - Tora Berger             | Ukraine- Juliya Dzhyma - Vita Semerenko - Natalya Burdyga - Valj Semerenko                 | Allemagne                              |
| 6                                                      | Antholz-Anterselva      | Relais 4 x 6 km | 19 janvier 2014  | Annulé (épreuve interrompue en raison de mauvaises conditions météorologiques, brouillard)     | Annulé (épreuve interrompue en raison de mauvaises conditions météorologiques, brouillard) | Annulé (épreuve interrompue en raison de mauvaises conditions météorologiques, brouillard) | Allemagne                              |
| Jeux olympiques d'hiver de 2014 (7 au 23 février 2014) |                         |                 |                  |                                                                                                |                                                                                            |                                                                                            |                                        |
| JO                                                     | Sotchi                  | Relais 4 x 6 km | 21 février 2014  | Ukraine- Juliya Dzhyma - Olena Pidhrushna - Valj Semerenko - Vita Semerenko                    | Norvège- Tora Berger - Tiril Eckhoff - Ann Kristin Flatland - Fanny Welle-Strand Horn (*)  | Tchéquie- Eva Puskarcikova - Gabriela Soukalova - Jitka Landová - Veronika Vitkova (*)     |                                        |
| Fin des Jeux olympiques d'hiver                        |                         |                 |                  |                                                                                                |                                                                                            |                                                                                            |                                        |

Mise à jour en septembre 2021 (*)

### Hommes

#### Épreuves individuelles
| Étape                                                  | Lieu                    | Épreuve             | Date              | Vainqueur                                                                                       | Deuxième                                                                                        | Troisième                                                                                       | Leader du classement général |
| ------------------------------------------------------ | ----------------------- | ------------------- | ----------------- | ----------------------------------------------------------------------------------------------- | ----------------------------------------------------------------------------------------------- | ----------------------------------------------------------------------------------------------- | ---------------------------- |
| 1                                                      | Östersund               | Individuel 20 km    | 28 novembre 2013  | Martin Fourcade                                                                                 | Simon Eder                                                                                      | Daniel Mesotitsch                                                                               | Martin Fourcade              |
| 1                                                      | Östersund               | Sprint 10 km        | 30 novembre 2013  | Martin Fourcade                                                                                 | Fredrik Lindström                                                                               | Tim Burke                                                                                       | Martin Fourcade              |
| 1                                                      | Östersund               | Poursuite 12,5 km   | 1er décembre 2013 | Annulé (épreuve non disputée en raison de mauvaises conditions météorologiques, vent trop fort) | Annulé (épreuve non disputée en raison de mauvaises conditions météorologiques, vent trop fort) | Annulé (épreuve non disputée en raison de mauvaises conditions météorologiques, vent trop fort) | Martin Fourcade              |
| 2                                                      | Hochfilzen              | Sprint 10 km        | 6 décembre 2013   | Lars Berger                                                                                     | Martin Fourcade                                                                                 | Ole Einar Bjørndalen                                                                            | Martin Fourcade              |
| 2                                                      | Hochfilzen              | Poursuite 12,5 km   | 8 décembre 2013   | Martin Fourcade                                                                                 | Emil Hegle Svendsen                                                                             | Tarjei Bø                                                                                       | Martin Fourcade              |
| 3                                                      | Annecy-Le Grand-Bornand | Sprint 10 km        | 14 décembre 2013  | Johannes Thingnes Bø                                                                            | Ondřej Moravec                                                                                  | Martin Fourcade                                                                                 | Martin Fourcade              |
| 3                                                      | Annecy-Le Grand-Bornand | Poursuite 12,5 km   | 15 décembre 2013  | Johannes Thingnes Bø                                                                            | Erik Lesser                                                                                     | Anton Shipulin                                                                                  | Martin Fourcade              |
| 4                                                      | Oberhof                 | Sprint 10 km        | 3 janvier 2014    | Emil Hegle Svendsen                                                                             | Ole Einar Bjørndalen                                                                            | Martin Fourcade                                                                                 | Martin Fourcade              |
| 4                                                      | Oberhof                 | Poursuite 12,5 km   | 4 janvier 2014    | Emil Hegle Svendsen                                                                             | Ole Einar Bjørndalen                                                                            | Martin Fourcade                                                                                 | Martin Fourcade              |
| 4                                                      | Oberhof                 | Départ Groupé 15 km | 5 janvier 2014    | Martin Fourcade                                                                                 | Alexey Volkov                                                                                   | Tarjei Bø                                                                                       | Martin Fourcade              |
| 5                                                      | Ruhpolding              | Individuel 20 km    | 11 janvier 2014   | Emil Hegle Svendsen                                                                             | Alexey Volkov                                                                                   | Evgeny Ustyugov                                                                                 | Martin Fourcade              |
| 5                                                      | Ruhpolding              | Poursuite 12,5 km   | 12 janvier 2014   | Emil Hegle Svendsen                                                                             | Jakov Fak                                                                                       | Evgeniy Garanichev                                                                              | Martin Fourcade              |
| 6                                                      | Antholz-Anterselva      | Sprint 10 km        | 17 janvier 2014   | Lukas Hofer Simon Schempp                                                                       |                                                                                                 | Arnd Peiffer                                                                                    | Martin Fourcade              |
| 6                                                      | Antholz-Anterselva      | Poursuite 12,5 km   | 18 janvier 2014   | Simon Schempp                                                                                   | Jean-Guillaume Béatrix                                                                          | Henrik L'Abée-Lund                                                                              | Martin Fourcade              |
| Jeux olympiques d'hiver de 2014 (7 au 23 février 2014) |                         |                     |                   |                                                                                                 |                                                                                                 |                                                                                                 |                              |
| JO                                                     | Sotchi                  | Sprint 10 km        | 8 février 2014    | Ole Einar Bjørndalen                                                                            | Dominik Landertinger                                                                            | Jaroslav Soukup                                                                                 |                              |
| JO                                                     | Sotchi                  | Poursuite 12,5 km   | 10 février 2014   | Martin Fourcade                                                                                 | Ondřej Moravec                                                                                  | Jean-Guillaume Béatrix                                                                          |                              |
| JO                                                     | Sotchi                  | Individuel 20 km    | 13 février 2014   | Martin Fourcade                                                                                 | Erik Lesser                                                                                     | Evgeniy Garanichev                                                                              |                              |
| JO                                                     | Sotchi                  | Départ Groupé 15 km | 16 février 2014   | Emil Hegle Svendsen                                                                             | Martin Fourcade                                                                                 | Ondřej Moravec                                                                                  |                              |
| Fin des Jeux olympiques d'hiver                        |                         |                     |                   |                                                                                                 |                                                                                                 |                                                                                                 |                              |
| 7                                                      | Pokljuka                | Sprint 10 km        | 6 mars 2014       | Björn Ferry                                                                                     | Anton Shipulin                                                                                  | Arnd Peiffer                                                                                    | Martin Fourcade              |
| 7                                                      | Pokljuka                | Poursuite 12,5 km   | 8 mars 2014       | Anton Shipulin                                                                                  | Björn Ferry                                                                                     | Ole Einar Bjørndalen                                                                            | Martin Fourcade              |
| 7                                                      | Pokljuka                | Départ Groupé 15 km | 9 mars 2014       | Björn Ferry                                                                                     | Martin Fourcade                                                                                 | Evgeny Ustyugov                                                                                 | Martin Fourcade              |
| 8                                                      | Kontiolahti             | Sprint 10 km        | 13 mars 2014      | Johannes Thingnes Bø                                                                            | Martin Fourcade                                                                                 | Arnd Peiffer                                                                                    | Martin Fourcade              |
| 8                                                      | Kontiolahti             | Sprint 10 km        | 15 mars 2014      | Johannes Thingnes Bø                                                                            | Aleksandr Loguinov                                                                              | Lowell Bailey                                                                                   | Martin Fourcade              |
| 8                                                      | Kontiolahti             | Poursuite 12,5 km   | 16 mars 2014      | Johannes Thingnes Bø                                                                            | Martin Fourcade                                                                                 | Björn Ferry                                                                                     | Martin Fourcade              |
| 9                                                      | Oslo-Holmenkollen       | Sprint 10 km        | 20 mars 2014      | Jakov Fak                                                                                       | Evgeniy Garanichev                                                                              | Björn Ferry                                                                                     | Martin Fourcade              |
| 9                                                      | Oslo-Holmenkollen       | Poursuite 12,5 km   | 22 mars 2014      | Simon Eder                                                                                      | Aleksandr Loguinov                                                                              | Björn Ferry                                                                                     | Martin Fourcade              |
| 9                                                      | Oslo-Holmenkollen       | Départ Groupé 15 km | 23 mars 2014      | Martin Fourcade                                                                                 | Dominik Landertinger                                                                            | Jakov Fak                                                                                       | Martin Fourcade              |

#### Relais
| Étape                                                  | Lieu                    | Épreuve           | Date             | Vainqueur                                                                                    | Deuxième                                                                               | Troisième                                                                                  | Leader du classement du relais masculin |
| ------------------------------------------------------ | ----------------------- | ----------------- | ---------------- | -------------------------------------------------------------------------------------------- | -------------------------------------------------------------------------------------- | ------------------------------------------------------------------------------------------ | --------------------------------------- |
| 2                                                      | Hochfilzen              | Relais 4 x 7,5 km | 7 décembre 2013  | Norvège- Vetle Sjåstad Christiansen - Ole Einar Bjørndalen - Tarjei Bø - Emil Hegle Svendsen | Suède- Christofer Eriksson - Björn Ferry - Fredrik Lindström - Carl-Johan Bergman      | Russie- Alexey Volkov - Evgeny Ustyugov - Anton Shipulin - Dmitry Malyshko                 | Norvège                                 |
| 3                                                      | Annecy-Le Grand-Bornand | Relais 4 x 7,5 km | 13 décembre 2013 | Russie- Ivan Tcherezov - Aleksandr Loguinov - Evgeniy Garanichev - Anton Shipulin            | Allemagne- Erik Lesser - Andreas Birnbacher - Arnd Peiffer - Simon Schempp             | Autriche- Christoph Sumann - Daniel Mesotitsch - Dominik Landertinger - Simon Eder         | Russie                                  |
| 5                                                      | Ruhpolding              | Relais 4 x 7,5 km | 9 janvier 2014   | Autriche- Christoph Sumann - Daniel Mesotitsch - Simon Eder - Dominik Landertinger           | Allemagne- Christoph Stephan - Andreas Birnbacher - Erik Lesser - Simon Schempp        | Russie- Alexey Volkov - Evgeny Ustyugov - Dmitry Malyshko - Anton Shipulin                 | Russie                                  |
| 6                                                      | Antholz-Anterselva      | Relais 4 x 7,5 km | 19 janvier 2014  | France- Simon Fourcade - Alexis Bœuf - Jean-Guillaume Béatrix - Martin Fourcade              | Suède- Tobias Arwidson - Björn Ferry - Fredrik Lindström - Carl-Johan Bergman          | Allemagne- Erik Lesser - Andreas Birnbacher - Arnd Peiffer - Simon Schempp                 | Allemagne                               |
| Jeux olympiques d'hiver de 2014 (7 au 23 février 2014) |                         |                   |                  |                                                                                              |                                                                                        |                                                                                            |                                         |
| JO                                                     | Sotchi                  | Relais 4 x 7,5 km | 22 février 2014  | Allemagne- Erik Lesser - Daniel Böhm - Arnd Peiffer - Simon Schempp (*)                      | Autriche- Christoph Sumann - Daniel Mesotitsch - Simon Eder - Dominik Landertinger (*) | Norvège- Tarjei Bø - Johannes Thingnes Bø - Ole Einar Bjørndalen - Emil Hegle Svendsen (*) |                                         |
| Fin des Jeux olympiques d'hiver                        |                         |                   |                  |                                                                                              |                                                                                        |                                                                                            |                                         |

Mise à jour en 2024 (*)

### Mixte
| Étape                                                  | Lieu        | Épreuve                      | Date             | Vainqueur                                                                         | Deuxième                                                                           | Troisième                                                                       | Leader du classement du relais mixte |
| ------------------------------------------------------ | ----------- | ---------------------------- | ---------------- | --------------------------------------------------------------------------------- | ---------------------------------------------------------------------------------- | ------------------------------------------------------------------------------- | ------------------------------------ |
| 1                                                      | Östersund   | Relais 2 x 6 km + 2 x 7,5 km | 24 novembre 2013 | Tchéquie- Veronika Vitková - Gabriela Soukalová - Zdeněk Vítek - Ondřej Moravec   | Norvège- Tora Berger - Synnøve Solemdal - Vetle Sjåstad Christiansen - Tarjei Bø   | Ukraine- Olena Pidhrushna - Valj Semerenko - Serhiy Semenov - Andriy Deryzemlya | Tchéquie                             |
| Jeux olympiques d'hiver de 2014 (7 au 23 février 2014) |             |                              |                  |                                                                                   |                                                                                    |                                                                                 |                                      |
| JO                                                     | Sotchi      | Relais 2 x 6 km + 2 x 7,5 km | 19 février 2014  | Norvège- Tora Berger - Tiril Eckhoff - Ole Einar Bjørndalen - Emil Hegle Svendsen | Tchéquie- Veronika Vitková - Gabriela Soukalová - Jaroslav Soukup - Ondřej Moravec | Italie- Dorothea Wierer - Karin Oberhofer - Dominik Windisch - Lukas Hofer      | Tchéquie Norvège                     |
| Fin des Jeux olympiques d'hiver                        |             |                              |                  |                                                                                   |                                                                                    |                                                                                 |                                      |
| 8                                                      | Kontiolahti | Relais 2 x 6 km + 2 x 7,5 km | 13 mars 2014     | Annulé (épreuve remplacée par des sprints H et F)                                 | Annulé (épreuve remplacée par des sprints H et F)                                  | Annulé (épreuve remplacée par des sprints H et F)                               |                                      |

### Note
1. 1 2  Initialement et pendant sept ans (de 2014 à 2021), c'est Kaisa Mäkäräinen qui a officiellement détenu seule le gros globe de cristal après avoir remporté le classement général. Cependant en décembre 2021 une tierce biathlète, Olga Zaïtseva, est sanctionnée pour dopage et disqualifiée des dernières courses de la saison 2013-2014 ce qui entraine par le “jeu des chaises musicales” une redistribution de quelques points lourde de conséquences : la gagnante du classement général n'est plus la même. En effet, après la mise à jour, Tora Berger passe en tête du classement général devant Kaisa Mäkäräinen qui rétrograde à la seconde place. Conformément au règlement, l'IBU accorde rétrospectivement à Berger le gain du gros globe de cristal, mais par souci d'équité sportive renonce dans le même temps et exceptionnellement à déclasser Kaisa Mäkäräinen, celle-ci conservant donc son titre. L'IBU a effectivement pris la décision de déclarer officiellement les biathlètes Berger et Mäkäräinen toutes les deux vainqueures à égalité de la Coupe du monde 2013-2014[1].